# Curanderismo norteño
El curanderismo norteño o mesa norteña se refiere a un sistema de creencias de corte chamánico que utiliza el cactus de San Pedro y combina elementos originarios de Sudamérica y cristianos. Aparte de su uso como curanderismo, la mesa norteña es también requerida para la adivinación, hechicería y supuestos fines propiciatorios.
A través de la Resolución Viceministerial N.º 00252-2022 VMPCIC/MC, el 14 de noviembre de 2022 el Ministerio de Cultura de Perú declaró como Patrimonio Cultural de la Nación, a los conocimientos, saberes y usos tradicionales del cactus San Pedro en las prácticas del curanderismo en el norte del Perú.
Se practica principalmente en la costa y sierra norte del Perú, especialmente en los departamentos de Cajamarca, La Libertad, Lambayeque, Piura y Tumbes. En la provincia de Loja, al sur del Ecuador, se encuentra dentro de las prácticas de los saraguro.
La mesa norteña ha sido estudiada desde la antropología médica por investigadores como Douglas Sharon, Luis Millones Santagadea, Donald Joralemon, Mario Polia Meconi, Bonnie Glass-Coffin y Marlene Dobkin de Ríos.

## Significado y origen de lamesa
La palabra mesa hace referencia al altar del maestro o maestra del curanderismo norteño. De acuerdo al antropólogo Donald Joralemon, «la mesa es la representación concreta del imaginario alucinatorio presentada a través de símbolos cargados de significado cultural, y es usada por el chamán como una especie de mapa visionario que lo ayuda a mantener el control sobre su experiencia de la droga».
A la estructura ritual o ceremonia se le denomina mesada y se lleva a cabo en las noches de los días martes o viernes.

### Otras mesas
En Bolivia, los aymarás llaman mesa a un altar en donde se colocan artefactos de piedra, llamados «asientos de espíritu», y pedazos de grasa de llama cubiertos con papel dorado y plateado. Estas mesas se utilizan con diversos objetivos como la curación y combatir la hechicería, aumentar los animales, consagrar una vivienda y convocar espíritus. También llaman mesas a una ofrenda que se quema antes de realizar las challas.

## Creencias acerca de la salud
El sistema de creencias del curanderismo norteño está basado en una serie de conceptos y principios.

### Existencia del espíritu
La existencia del espíritu es un principio del curanderismo norteño: los seres humanos poseen un espíritu que puede separarse del cuerpo. Este principio de «esencia espiritual» de un ser abarca no solo a los seres humanos sino al resto del mundo natural: las cuevas, las montañas, las lagunas y los manantiales también poseen una esencia espiritual; incluso los sitios arqueológicos, algunas piedras e instrumentos musicales, las plantas y los animales. A esta esencia espiritual se le llama «encanto» y el aspecto físico del objeto o lugar son diferentes.

### Virtud cálida y virtud fresca
La clasificación de las plantas en «de virtud cálida» y «de virtud fresca», como también las enfermedades en «cálidas» (o de calor) y «frías» (o de frío), es un principio común en la medicina tradicional andina y no solo en el curanderismo norteño. Las enfermedades denominadas «cálidas» se curan con plantas medicinales o dietas consideradas «de virtud fresca» mientras las enfermedades «frías» con plantas o dietas «de virtud cálida». Por ejemplo, algunas de las plantas utilizadas por los maestros curanderos clasificadas de acuerdo a este principio son:
- Plantas cálidas.- molle (Schinus molle), misha oso (Brugmansia arborea),[18] ajo (Allium sativum), ají (Capsicum spp.)[17]
- Plantas frescas.- llantén (Plantago major), cola de caballo (Equisetum bogotense)[18]

## Tratamiento y elementos rituales
En las ceremonias de la mesa norteña se comparten por lo general los siguientes elementos: realización de una estructura ritual nocturna y la utilización de plantas consideradas sagradas como el cactus San Pedro (Echinopsis pachanoii, Echinopsis peruviana) y el tabaco (Nicotiana tabacum, Nicotiana rustica), elementos sonoros (tarjos, chunganas) y objetos varios denominados «artes» distribuidos en el altar o mesa como conchas, seguros, perfumes como el agua de Florida, efigies de santos, varas, cruces, espadas y piedras, entre otros posibles. Cada uno de las «artes» cumple una función específica y de acuerdo a los practicantes de esta tradición cada una tiene un espíritu.

### Preparativos antes del tratamiento

#### Diagnóstico y limpia
Antes del tratamiento con la mesa norteña, por lo general se realiza la caipada (diagnóstico y limpia con cuy) del paciente. El o la especialista ritual, luego de unas invocaciones, coge un cuy y lo frota por el cuerpo del paciente desde la cabeza hasta los pies. Luego, el curandero o la curandera le retira la piel y le hace un corte en el abdomen para observar las vísceras. De acuerdo al estado de la piel, las membranas, los órganos internos y los huesos, se realiza el diagnóstico a manera de autopsia observando si el cuy ha logrado absorber algunas de las enfermedades y/o se indican tratamientos para restaurar la salud del paciente. La «limpia» se entiende como la 'succión' a través del ritual de la entidad patógena que habita en el cuerpo del paciente en el plano suprasensible y desplazarlo a otro soporte, en este caso al cuy. De acuerdo al diagnóstico, el o la curandera le indica al paciente si tiene que ir a un médico o participar en el ritual de la mesa norteña.

#### Ayuno ritual
Hay diferentes tipos de ayuno en el mundo andino y existen referencias en las crónicas del siglo XVI y XVII. Por un lado están los ayunos iniciáticos que pueden durar un año como preparación de las personas en funciones sacerdotales y/o chamánicas. Luego están los ayunos que pueden darse antes y durante las cosechas, fiestas, ritos de pasaje de guerreros, ofrendas, velorios y preparaciones de chicha de maíz, entre otros. Estos pueden durar desde tres meses antes del ritual hasta unos pocos días antes. Las dietas también se realizan luego del tratamiento, durante 3 a 4 días.

### Elementos en la mesa
Sobre la mesa o altar, que puede ser un poncho, una estera o un saco, se colocan ritualmente y de acuerdo a principios cosmogónicos, por lo general, los siguientes objetos o «artes»:
- Varas.- Son palos de madera, frecuentemente de chonta (Bactris gasipaes), a las cuales se les atribuye poderes mágicos apotropaicos. El extremo superior de las varas por lo general está tallado con representaciones diversas, como de una serpiente enroscada, una cruz, la figura de San Cipriano, una lechuza, rostros humanos o la luna, entre otras posibilidades. Se disponen en hilera de manera paralela al lado de la mesa opuesto al maestro curandero.[31]
- Espadas.- Las espadas de acero son de distinto tipo y dimensiones con la guarnición en cruz. Al igual que las varas, se colocan en la hilera de la mesa opuesta al maestro, tienen fines de defensa y son utilizadas en la «limpia». Los maestros curanderos le dan nombres a sus espadas, poseen varias y a una de ellas se la considera la principal o «mayor».[32]
- Seguros.- Son botellas de vidrio que contienen principalmente plantas consideradas mágicas, que de acuerdo a los principios del curanderismo norteño, sirven para la protección, el diagnóstico, la adivinación y el tratamiento de un paciente en particular. También se incluyen imágenes de santos, monedas, cabellos del paciente, azúcar blanca, zumo de lima dulce y perfumes varios. Es preparado por el maestro curandero y luego dado al paciente. Este lo guarda como amuleto y puede llevarlo a una ceremonia para 'purificarlo' y 'cargarlo' para la buena fortuna.[33]
- Piedras.- Las piedras que se colocan sobre la mesa son de diferente tipo, forma y tamaño, algunas puede tener hasta 20 cm de diámetro. Han sido recogidas o recibidas, por los maestros y maestras a lo largo de su vida y al igual que las espadas y varas muchas tienen nombre. Son utilizadas para hacer las «limpias» frotándose en el cuerpo del paciente.[34][21]

### Elementos rituales

#### Tarjos
Los tarjos son cantos mágicos que combinan silbidos y «cuentas» (invocaciones y rezos) que se llevan a cabo en la ceremonia. Los cantos son acompañados por el ritmo de una «chungana» (maraca o sonaja ritual). Son cantados por el maestro o maestra y cumplen la función de 'activar' las artes además de poder dirigirse a un paciente y a su enfermedad en particular. La antropóloga Laura Larco describe la función de los tarjos en la mesa norteña:

Las palabras que conforman las invocaciones y los tarjos, o cantos, son ordinarias. Sin embargo, su estructura y sintaxis no siguen el orden discursivo de los mitos, que son lineales. Los tarjos describen personas, lugares y cosas, entrando a su núcleo y esencia. A través de las palabras, todo es examinado en detalle y desmontado. Los tarjos que se realizan al final del ritual reordenan todo. A través de los textos, el maestro vuelve a colocar todo en su lugar, equilibrando el mundo una vez más.
Laura Larco (1997): 53.
Encuentros con las Huacas: Diálogo ritual, música y curación en el norte del Perú

Existen otras tradiciones que utilizan cantos mágicos como los anent de las naciones jíbaras, los meye de los piaroas, los mariri de los cocama o los rao bewá del shipibo-konibo-xetebo.

## Antecedentes

### Evidencia arqueológica
Existen evidencias arqueológicas del uso del cactus de San Pedro en varias culturas originarias como Chavín, Cupisnique, Moche, Nazca y Lambayeque.

#### Horizonte Temprano
En el periodo denominado Horizonte Temprano, entre los siglos 1200 a. C. a 400 a. C., culturas como Chavín y Cupisnique desarrollaron imágenes en estelas de piedra, cerámicas y textiles en donde se incorpora el cactus enteógeno Echinopsis pachanoi. En muchas de estas imágenes, las representaciones del cactus se encuentra asociado a felinos, serpientes y aves. En el chamanismo sudamericano, animales como el jaguar (Panthera onca) por lo general representan el alter ego del chamán.
| |
| Laja ubicada en la plaza circular del centro ceremonial Chavín de Huántar con un personaje antropomorfo portando un cactus San Pedro. |

|                                                                             |
| Cerámica Cupisnique mostrando una cabeza mitad humana y mitad antropomorfa. |

|                                                                            |
| Cerámica Cupisnique mostrano felino, serpiente y protuberancias de cactus. |

#### Intermedio Temprano
Durante el Intermedio Temprano, entre los siglos 100 d. C. a 700 a. C, culturas ancestrales de la costa de los Andes centrales como Moche y Nazca muestran en sus cerámicas al cactus enteógeno en diferentes escenas.
| |
| Cerámica moche con representación de mujer encapuchada con niño, caja y cactus San Pedro en la mano derecha. |

| |
| Cerámica de la cultura lambayeque donde una curandera alza un pedazo del cactus San Pedro en la mano izquierda. |

|                                              |
| Cerámica cultura nazca con ave sobre cactus. |

| |
| Réplica de cerámica nazca con representación de personaje con apéndices de cactus sobre los hombros. |

### Durante la Colonia
Ya en 1631, en un manuscrito del Padre Anello Oliva titulado Historia del reino y provincias del Perú, de sus Incas reyes, descubrimiento y conquista por los españoles de la corona de Castilla, con otras singularidades concernientes á la historia se describe el uso ritual del cactus de San Pedro en donde se combinan danzas, cantos, adivinación y experiencias visionarias:

Y para concluyr con este capítulo (…) remataré con una infernal [idolatría] que todavía dura y está muy introducida, y usada dellos y de los caciques y curacas más prinçipales desta nación y es que para saber la voluntad mala ó buena que se tienen unos á otros, toman un brebaje que llaman Achuma; que es una acua, que haçen del çumo de unos cardones gruesos y lisos, que se crían en valles calientes; bévenla con grandes çeremonias, y cantares: y como ellas sea muy fuerte, luego, los que la beven quedan sin juiçio; y privados de su sentido: y ven visiones que el Demonio les representa, y conforme a ellas jusgan sus sospechas y de los otros las intensiones.
Padre Anello Oliva, 1631 [1895]

De acuerdo a los documentos de extirpación de idolatrías, en 1768 se llevó a cabo un auto de fe contra el curandero Marcos Marcelo en Ferreñafe. Durante el juicio, se registra esta descripción de un ritual con el cactus San Pedro:

Preguntado como y de que manera se manejaba en las curaciones que hacia, que movimientos, y que ceremonias executaba en ellas, ó si en el acto de Curasion imbocaba verbalmente ó interiormente en su corazón al Demonio?

Dixo que quando alguna persona enferma que aprehendia estar maleficiada solicitaba al Declarante para que la curaze, lo que hacia el Declarante; era; primeramente cosinar una yerba, que siempre tiene el declarante; la qual se llama gigantes; la qual regularmente se halla en las faldas de los Cerros; y que el caldo de esta yerba bien cosida lo bebía el declarante con lo qual el declarante venía en pleno conocimiento y patentemente vía con los ojos el maleficio de el enfermo y si tenía algún, sapo ó culebra, ó otro animal en la barriga, y que con este conocimiento cierto le daba la noticia al enfermo del estado en que se hallaba y como la enfermedad que tenía era maleficio; y también conocía el hechizero que había hecho el daño; y que cerciorado el enfermo del estado de su enfermedad; le suplicaba al declarante que lo curase; y entonces, para proseguir la curación lo que hacia, era, darle a beber al enfermo de la misma yerba; luego que la bebía se emborrachaba el enfermo, y caía rendido, y lo cobijaba y que si el enfermo estaba en estado de curación, sanaba, y que sino moría. Y para venir en conocimiento de si era capaz de sanar ó nó al enfermo lo que hacia era, luego que arropaba bien al enfermo ebrio, entretanto, con una sonaja de calabazo y cascabel annexo á ella, y juntamente silbando llamaba su viento, que tenía, el qual venía de un cerro nombrado cuculí, en forma y figura de un remolino, y que este venia y cobijaba al enfermo, y que con todo esto sanaba, y que quando el viento no venía, ni se llegaba al enfermo; era la señal fija de que el maleficiado estaba incapás de curación, y en estado de morir, y que en tal caso, lo desahuciaba al enfermo, por que sin remedio moría y lo dexaba de la mano.

Autos seguidos contra un indio nombrado Marcos Marcelo,
 por el delito de su escandaloso ejercicio de supersticiones y hechicerías (Pueblo Nuevo), 1768.

## Tributos artísticos
- Los Hermanos Zañartu grabaron un tondero compuesto por Emilio Peláez Montero y Aurora Álvarez dedicado al maestro de la mesa norteña en Túcume Santos Vera.[50]
- En junio de 2013, el director francés de vídeos musicales Vincent Moon hizo un registro audiovisual de una ceremonia de mesa norteña con el maestro Orlando Vera, hijo de Santos Vera, en Lambayeque.[51]